# Fucus ceranoides
Espèce
Synonymes
- Chondrus ceranoides (Linnaeus) Stackhouse 1797[1]
- Virsodes ceranoides (Linnaeus) Kuntze 1891[1]

Fucus ceranoides est une espèce d'algues brunes marines de la famille des Fucaceae.

## Nomenclature
- Synonymes hétérotypiques[1] :
  - Fucus harveyanus Decaisne ex J.Agardh 1868
  - Fucus divergens J.Agardh 1872
  - Fucus ceranoides f. divergens (J.Agardh) Kjellman 1880
  - Fucus ceranoides f. harveyanus (Decaisne ex J.Agardh) Kjellman 1880

## Distribution
Fucus ceranoides se retrouve sur tout le littoral de l'Europe de l'ouest, incluant la Grande-Bretagne, le Spitzberg, l'Islande, les Açores et les Îles Canaries.

## Liste des formes et variétés
Selon World Register of Marine Species (7 juillet 2018) :
- variété Fucus ceranoides var. glomerata (Batters) Lynn
- variété Fucus ceranoides var. linearis Batters
- variété Fucus ceranoides var. longifructus (De Candolle) C.Agardh
- variété Fucus ceranoides var. proliferatus Skrine, Newton & Chater
- forme Fucus ceranoides f. lacustris Kjellman
- forme Fucus ceranoides f. latrifrons Kickx
- forme Fucus ceranoides f. ramosissima Lynn, 1935
- forme Fucus ceranoides f. typicus Kjellman